# Johnny Knoxville
Johnny Knoxville, właściwie Philip John Clapp Jr. (ur. 11 marca 1971 w Knoxville) – amerykański aktor, scenarzysta, producent filmowy i prezenter telewizyjny.

## Życiorys

### Wczesne lata
Urodził się w Knoxville w stanie Tennessee. Jego ojciec, Filip Clapp Sr., był sprzedawcą opon i samochodów, a jego matka, Lemoyne Clapp (z domu Houck), nauczycielką szkółki niedzielnej. Jego rodzina była pochodzenia angielskiego, niemieckiego, szkockiego, irlandzkiego, francuskiego i holenderskiego. Po przeczytaniu powieści W drodze Jacka Kerouaca, którą polecił mu kuzyn piosenkarz Roger Alan Wade, załapał aktorskiego bakcyla. Po ukończeniu South-Young High School (1989) w Knoxville, gdzie grał w baseball i piłkę nożna, otrzymał stypendium w American Academy of Dramatic Arts w Pasadenie w Kalifornii. Jednak wkrótce porzucił szkołę aktorską.

### Kariera
Swój pseudonim ‘Knoxville’ przyjął od swojego rodzinnego miasta Knoxville. Na początku swojej kariery aktorskiej pojawiał się głównie w reklamach. Pisał także artykuły do różnych czasopism. Pomysł, aby przetestować na sobie sprzęt samoobrony wzbudził zainteresowanie magazynu skateboardingu Jeffa Tremaine Big Brother, jego akrobacje zostały sfilmowane i zarejestrowane na wideo. Stał się rozpoznawalny jako twórca programu Jackass emitowanego w latach 2000–2002 przez telewizję MTV. W październiku 2013 był gościem talk-show TBS Conan.
Wystąpił też m.in. w komediach: Faceci w czerni II (2002) i Z podniesionym czołem (2004). Był scenarzystą i producentem filmu Jackass – świry w akcji (Jackass: The Movie, 2002), a podczas kręcenia stracił trzy razy przytomność.

### Życie osobiste
Rodzina i przyjaciele nazwali go „PJ”. 15 maja 1995 wziął ślub z projektantką odzieży Melanie Lynn Cates. Mają córkę, Madison (ur. 1996), którą można zobaczyć w kilku filmach z serii Jackass. W lipcu 2006, po jedenastu latach małżeństwa para ogłosiła separację. 3 lipca 2007 Knoxville złożył pozew o rozwód. Małżeństwo zakończyło się w lipcu 2009.
W sierpniu 2009 Knoxville ogłosił, że spodziewa się dziecka ze swoją wieloletnią partnerką – Naomi Nelson, która 20 grudnia 2009 w Los Angeles urodziła syna nazwanego Rocko Akira Clapp. Knoxville i Nelson wzięli ślub 24 września 2010 roku. 6 października 2011 w Los Angeles Nelson urodziła córkę Arlo Clapp. 17 czerwca 2022 roku poinformowano, że Knoxville złożył pozew o rozwód, ostatecznie rozstanie zakończyło się w sierpniu 2024 roku.

## Filmografia
| 1995 | Desert Blues                                                | Bob                                                 |
| 2000 | Wygrane marzenia (Coyote Ugly)                              | student                                             |
| 2002 | Faceci w czerni II (Men in Black II)                        | Scrad / Charlie                                     |
| 2002 | Jackass – świry w akcji (Jackass the Movie)                 | w roli samego siebie (także scenariusz)             |
| 2002 | Gang braci (Deuces Wild)                                    | Vinnie Fish                                         |
| 2002 | Wielkie kłopoty (Big Trouble)                               | Eddie Leadbetter                                    |
| 2002 | Spisek (Life Without Dick)                                  | Dick                                                |
| 2003 | Ciało potrzebne na gwałt (Grand Theft Parsons)              | Phil Kaufman                                        |
| 2004 | Z podniesionym czołem (Walking Tall)                        | Ray Templeton                                       |
| 2004 | Apetyt na seks (A Dirty Shame)                              | Ray-Ray Perkins                                     |
| 2005 | Olimpiada (The Ringer)                                      | Steve Barker                                        |
| 2005 | Daltry Calhoun                                              | Daltry Calhoun                                      |
| 2005 | Królowie Dogtown (Lords of Dogtown)                         | Topper Burks                                        |
| 2005 | Diukowie Hazzardu (The Dukes of Hazzard)                    | Luke Duke                                           |
| 2006 | Jackass: Number Two                                         | w roli samego siebie (także scenariusz i producent) |
| 2010 | Jackass 3D                                                  | w roli samego siebie (także scenariusz i producent) |
| 2010 | Detroit Lives (dokumentalny)                                | w roli samego siebie (także scenariusz i producent) |
| 2010 | Father of Invention                                         | Troy Coangelo                                       |
| 2012 | Zew natury (Nature Calls)                                   | Kirk                                                |
| 2012 | Fun Size. Szalone Halloween (Fun Size)                      | Jörgen                                              |
| 2013 | Small Apartments                                            | Tommy Balls                                         |
| 2013 | Likwidator (The Last Stand)                                 | Lewis Dinkum                                        |
| 2013 | Movie 43                                                    | Pete                                                |
| 2013 | Jackass: Bezwstydny dziadek (Jackass Presents: Bad Grandpa) | Irving Zisman (także scenarzysta i producent)       |
| 2014 | Wojownicze Żółwie Ninja (Teenage Mutant Ninja Turtles)      | Leonardo (głos)                                     |
| 2016 | Elvis & Nixon                                               | Sonny West                                          |
| 2016 | Dorwać Wattsa                                               | Connor Watts                                        |
| 2017 | Above Suspicion                                             | Cash                                                |
| 2018 | Action Point                                                | D.C.                                                |
| 2022 | Jackass Forever                                             | w roli samego siebie (także scenariusz i producent) |
| 2022 | Jackass 4.5                                                 | w roli samego siebie (także scenariusz i producent) |

### Seriale TV
- 1992: The Ben Stiller Show jako fan The Cure
- 2000–2002: Jackass w roli samego siebie
- 2001: Don’t Try This at Home: The Steve-O Video
- 2006: Bobby kontra wapniaki (King of the Hill) jako Peter Sterling
- 2006: Family Guy w roli samego siebie (głos)
- 2006: Saturday Night Live
- 2008: Bobby kontra wapniaki (King of the Hill) jako Hoyt Platter